# Néstor Andrés Arce Aburto
Néstor Andrés Arce Aburto (nacido el 22 de mayo de 1991 en Managua, Nicaragua) es un periodista y comunicador social nicaragüense. Es cofundador, director y productor del periódico Divergentes. Inició su carrera en 2008 como programador y locutor de radio. Ha sido parte de las redacciones de La Prensa (2011-2015) y Confidencial (2016-2019), además de trabajar como consultor en comunicación y estrategias digitales para medios y organizaciones internacionales. Entre 2015 y 2021, fue docente en nuevas tecnologías de la comunicación en la Universidad Centroamericana. 

## Vida laboral
Arce vivió hasta los 30 años en Ticuantepe, un pueblo a las afueras de la capital de Nicaragua. Estudió Comunicación Social en la Universidad Centroamericana de Nicaragua. En 2008, a los 17 años, comenzó su carrera como locutor de radio, donde trabajó durante tres años mientras estudiaba. Durante su etapa universitaria, realizó una breve pasantía en El Nuevo Diario, que marcó su primer acercamiento al periodismo impreso.
En 2011, Arce se unió al diario La Prensa, donde trabajó durante cuatro años en diversas áreas, incluyendo la producción de videos, redacción de notas, manejo de contenido en redes sociales y realización de programas de televisión digital. A finales de 2015, se trasladó al semanario Confidencial, donde cubrió las protestas sociales de 2018. Su trabajo en este medio lo llevó al exilio en Estados Unidos en 2019.

A principios de 2020, junto a otros colegas, Arce fundó Divergentes, un medio de comunicación digital que lanzó su sitio web en junio de ese año, en plena pandemia de COVID-19. En mayo de 2022, Arce y su equipo  recibieron el premio Ortega y Gasset en la categoría Cobertura Multimedia. En agosto del mismo año, la Sociedad Interamericana de Prensa les otorgó el premio a la Excelencia Periodística en la categoría de Derechos Humanos.
En la categoría de Mejor cobertura multimedia, se ha reconocido el especial publicado por el medio nicaragüense Divergentes.
Actualmente Néstor Arce reside en Costa Rica, desde donde continúa dirigiendo a Divergentes.

## Distinciones
- Mejor Cobertura Multimedia (Premio Ortega y Gasset, 2022)[4]
- Excelencia Periodística, categoría "Derechos Humanos" (SIP, 2022)[5]
- Nominado en la categoría "Cobertura" (Premio Gabo, 2021)[6]